# Carlos Wilson (político)
Carlos Wilson Rocha de Queirós Campos GOIH • ComMM (Recife, 11 de março de 1950 — Recife, 11 de abril de 2009) foi um político brasileiro filiado ao Partido dos Trabalhadores (PT). Por Pernambuco, foi governador, senador e deputado federal por três mandatos.

## Carreira
Iniciou sua vida pública em 1972 no Instituto de Colonização e Reforma Agrária (INCRA).
Em 1974, elegeu-se deputado federal pela ARENA, sendo reeleito em 1978 e, em 1982, pelo PMDB.
Em 1986, foi eleito vice-governador na chapa de Miguel Arraes. No mesmo ano, foi admitido no grau de Grande-Oficial à Ordem do Infante D. Henrique, de Portugal. Assumiu o governo do estado em abril de 1990 para que o então governador pudesse concorrer ao legislativo, ficando no cargo durante onze meses.
Em 1992, assumiu a Secretaria Nacional de Irrigação, a convite do então presidente Itamar Franco.
Em 1994, elegeu-se senador por Pernambuco pelo PSDB, permanecendo no senado até o término de seu mandato em 2003. Em 1996, foi admitido pelo presidente Fernando Henrique Cardoso à Ordem do Mérito Militar no grau de Comendador especial.
Em 1998, se candidata a governador de Pernambuco, ficando em terceiro lugar. No ano 2000 se lança candidato a prefeito do Recife pelo PPS, mas fica em terceiro lugar no primeiro turno. No segundo turno declara apoio ao candidato do PT João Paulo Lima e Silva, que vence as eleições.
Nas eleições de 2002 tenta a reeleição ao senado, mas não consegue se eleger e filia-se ao Partido dos Trabalhadores em 2003, no que foi visto como uma traição a FHC e seu partido.
Foi presidente da Infraero no primeiro governo do presidente Luiz Inácio Lula da Silva.
Disputou as eleições de outubro de 2006 para a Câmara Federal, sendo eleito deputado federal por Pernambuco pelo PT. Assumiu o novo mandato parlamentar em março de 2007.
É filho e irmão de dois ex-presidentes do Clube Náutico Capibaribe, Wilson Campos, eleito em 1964, e André Campos, eleito em 2001.
Morreu em sua cidade natal, aos 59 anos, após lutar cinco anos contra um câncer.